# Kieron Moore
Kieron Moore, pseudonimo di Ciarán Ó hAnnracháin (Skibbereen, 5 ottobre 1924 – Charente Marittima, 15 luglio 2007), è stato un attore irlandese.

## Biografia
Moore crebbe nella contea di Cork in una famiglia di lingua irlandese. Suo padre Peadar Ó hAnnracháin era uno scrittore e poeta e un convinto sostenitore della lingua irlandese, editore per diversi anni del giornale Southern Star. Dopo il trasferimento della sua famiglia a Dublino, Moore frequentò il Coláiste Mhuire, una scuola di lingua irlandese, dopodiché intraprese gli studi di medicina all'University College di Dublino, che interruppe quando entrò a far parte della compagnia dell'Abbey Theatre.
Debuttò sui palcoscenici britannici all'età di 19 anni con il ruolo di Heathcliff in una produzione di Cime tempestose. Tra le sue interpretazioni teatrali più acclamate, quella nella pièce Red Roses for Me di Sean O'Casey, al West End, grazie alla quale Moore fu notato dal produttore e regista cinematografico Alexander Korda, che gli offrì un contratto a lungo termine. Il suo primo ruolo cinematografico fu quello di un membro dell'Irish Republican Army (IRA) nel film The Voice Within (1945), dove fu accreditato come "Keiron O'Hanrahan".
Dopo aver adottato il nome d'arte di Kieron Moore, venne scritturato per il ruolo di protagonista nel film Vendetta nel sole (1947) di Leslie Arliss, cui fece seguito il thriller psicologico Carnefice di me stessa, in cui recitò con Burgess Meredith. Korda gli affidò subito dopo la parte del conte Vronsky nella versione di Anna Karenina che nel 1948 il regista Julien Duvivier trasse dall'omonimo romanzo, con protagonista Vivien Leigh, ma la pellicola fu un clamoroso insuccesso di critica.
Dopo aver interpretato nuovamente il ruolo di Heathcliff in un adattamento televisivo della BBC di Cime tempestose, Moore recitò nella commedia di ambientazione irlandese Saints and Sinners (1949), dopodiché si spostò in Francia per partecipare al film Maria Chapdelaine (1950) di Marc Allégret, in cui affiancò Michèle Morgan. Invitato a Hollywood, Moore interpretò due film statunitensi, l'epico Davide e Betsabea (1951) di Henry King, nel ruolo di Uria l'Ittita, accanto a Gregory Peck e Susan Hayward, e I dieci della legione (1951), in cui interpretò un caporale della Legione straniera francese al fianco di Burt Lancaster.
Moore rientrò in Europa e iniziò a lavorare per la casa produttrice britannica Hammer Film Productions, con la quale girò diversi B movie durante gli anni cinquanta, come Mantrap (1953) e The Steel Bayonet (1957). Solo verso la fine del decennio riuscì a risollevare la propria carriera e a ottenere ruoli di supporto in film di maggior prestigio, come La chiave (1958) di Carol Reed e Le colline dell'odio (1959) di Robert Aldrich. Partecipò al film Darby O'Gill e il re dei folletti (1959), prodotto dalla Disney e diede una memorabile interpretazione nel thriller comico Un colpo da otto (1960), interpretando un ex fascista omosessuale e ufficiale dell'esercito reclutato per prendere parte a una grande rapina.
Negli anni sessanta Moore recitò ruoli di supporto nei più svariati generi, dal film epico come L'eroe di Sparta (1962) all'horror come La bara del Dottor Sangue (1961), dal melodramma come Il delitto della signora Allerson (1962) al fantascientifico L'invasione dei mostri verdi (1963). Tra i suoi ultimi ruoli di rilievo sul grande schermo, quello di Yussef Kasim in Arabesque (1966) di Stanley Donen, e quello del capo indiano Dull Knife nel western Custer eroe del West (1967) di Robert Siodmak.
Dopo aver lavorato per la televisione nella prima metà degli anni settanta, Moore si ritirò dalle scene nel 1974, diventando attivista sociale a sostegno del Terzo Mondo, lavorando per nove anni con l'organizzazione umanitaria CAFOD (Catholic Agency for Overseas Development). Durante questo periodo realizzò documentari cinematografici in Perù e in Senegal, e successivamente tornò al piccolo schermo per partecipare a documentari televisivi come voce narrante e doppiatore.
Moore si ritirò a vita privata nel 1994 nella Charente Marittima in Francia, dove visse con la moglie, l'ex attrice Barbara White, sposata nel 1947, che aveva recitato al suo fianco in The Voice Within e Carnefice di me stessa, e con i quattro figli.

## Filmografia

### Cinema
- The Voice Within, regia di Maurice J. Wilson (1945)
- Vendetta nel sole (A Man About the House), regia di Leslie Arliss (1947)
- Carnefice di me stessa (Mine Own Executioner), regia di Anthony Kimmins (1947)
- Anna Karenina, regia di Julien Duvivier (1948)
- Wuthering Heights, regia di George More O'Ferrall (1948) – film tv
- Saints and Sinners, regia di Leslie Arliss (1949)
- Maria Chapdelaine, regia di Marc Allégret (1950)
- Due mogli sono troppe, regia di Mario Camerini (1950)
- Davide e Betsabea (David and Bathsheba), regia di Henry King (1951)
- I dieci della legione (Ten Tall Men), regia di Willis Goldbeck (1951)
- La Demoiselle et son revenant, regia di Marc Allégret (1952)
- Mantrap, regia di Terence Fisher (1953)
- Recoil, regia di John Gilling (1953)
- Conflicts of Wings, regia di John Eldridge (1954)
- La sciarpa verde (The Green Scarf), regia di George More O'Ferrall (1954)
- The Blue Peter, regia di Wolf Rilla (1955)
- La terra esplode (Satellite in the Sky), regia di Paul Dickson (1956)
- Destinazione Tunisi (The Steel Bayonet), regia di Michael Carreras (1957)
- Three Sundays to Live, regia di Ernest Morris (1957)
- La chiave (The Key), regia di Carol Reed (1958)
- Darby O'Gill e il re dei folletti (Darby O'Gill and the Little People), regia di Robert Stevenson (1959)
- Le colline dell'odio (The Angry Hills), regia di Robert Aldrich (1959)
- Un colpo da otto (The League of Gentlemen), regia di Basil Dearden (1960)
- Furto alla banca d'Inghilterra (The Day They Robbed the Bank of England), regia di John Guillermin (1960)
- L'assedio di Sidney Street (The Siege of Sidney Street), regia di Robert S. Baker, Monty Berman (1960)
- La bara del Dottor Sangue (Doctor Blood's Coffin), regia di Sidney J. Furie (1961)
- Il delitto della signora Allerson (I Thank a Fool), regia di Robert Stevens (1962)
- L'eroe di Sparta (The 300 Spartans), regia di Rudolph Maté (1962)
- La grande attrazione (The Main Attraction), regia di Daniel Petrie (1962)
- L'invasione dei mostri verdi (The Day of the Triffids), regia di Steve Sekely, Freddie Francis (1963)
- Così bella, così sola, così morta (Girl in the Headlines), regia di Michael Truman (1963)
- Hide and Seek, regia di Cy Endfield (1964)
- La sottile linea rossa (The Thin Red Line), regia di Andrew Marton (1964)
- Esperimento IS: il mondo si frantuma (Crack in the World), regia di Andrew Marton (1965)
- Mezzo dollaro d'argento (Son of a Gunfighter), regia di Paul Landres (1965)
- Arabesque, regia di Stanley Donen (1966)
- Bikini Paradise, regia di Gregg C. Tallas (1967)
- Dieci cubetti di ghiaccio (Run Like a Thief), regia di Bernard Glasser (1967)
- Custer eroe del West (Custer of the West), regia di Robert Siodmak (1967)

### Televisione
- Fabian of the Yard – serie TV, episodio 1x21 (1955)
- Overseas Press Club - Exclusive! – serie TV, episodi 1x01-1x11 (1957)
- Disneyland – serie TV, episodio 5x26 (1959)
- Tales of the Vikings – serie TV, episodio 1x27 (1960)
- Gioco pericoloso (Danger Man) – serie TV, episodio 1x09 (1960)
- Three Live Wires – serie TV, episodio 1x07 (1961)
- Sir Francis Drake – serie TV, episodio 1x14 (1962)
- Zero One – serie TV, episodio 1x04 (1962)
- Boy Meets Girl – serie TV, episodio 1x04 (1967)
- Vendetta – serie TV, 5 episodi (1968)
- Dipartimento S (Department S) – serie TV, episodio 2x07 (1969)
- Il mio amico fantasma (Randall and Hopkirk (Deceased)) – serie TV, episodio 1x16 (1970)
- Ryan International – serie TV, 9 episodi (1970)
- The Adventurer – serie TV, episodio 1x07 (1972)
- Jason King – serie TV, episodio 1x12 (1972)
- Gli invincibili (The Protectors) – serie TV, episodio 2x23 (1974)
- Caccia grossa (The Zoo Gang) – serie TV, episodio 1x03 (1974)

## Doppiatori italiani
- Gualtiero De Angelis in Due mogli sono troppe
- Giuseppe Rinaldi in David e Betsabea
- Glauco Onorato in La chiave
- Renato Turi in Le colline dell'odio
- Sergio Rossi in L'invasione dei mostri verdi
- Ferruccio Amendola in Arabesque
- Sergio Di Stefano in Anna Karenina (ridoppiaggio)